# Neumarkter Glossnerbräu
Neumarkter Glossnerbräu GmbH & Co. KG ist eine deutsche Brauerei und Mineralwasserabfüller.

## Geschichte
Die heutige Brauerei begann als Kommunbrauer. Seit 2022 wird die Brauerei von Michael Glossner in 14. Generation geleitet.
1985 wurde auf dem Brauereigelände ein Brunnen gebohrt, welcher heute zur Abfüllung von Mineralwasser verwendet wird. Zeitweise war die Brauerei Mitglied im Markengetränkeverband und füllte Spezi Das Original ab. Für das Kloster Sankt Josef der Schwestern vom Göttlichen Erlöser übernimmt die Brauerei die Abfüllung des Heilwassers.

## Brauerei
Aktuell stellt die Brauerei 33 Biersorten her.